# Sednoide

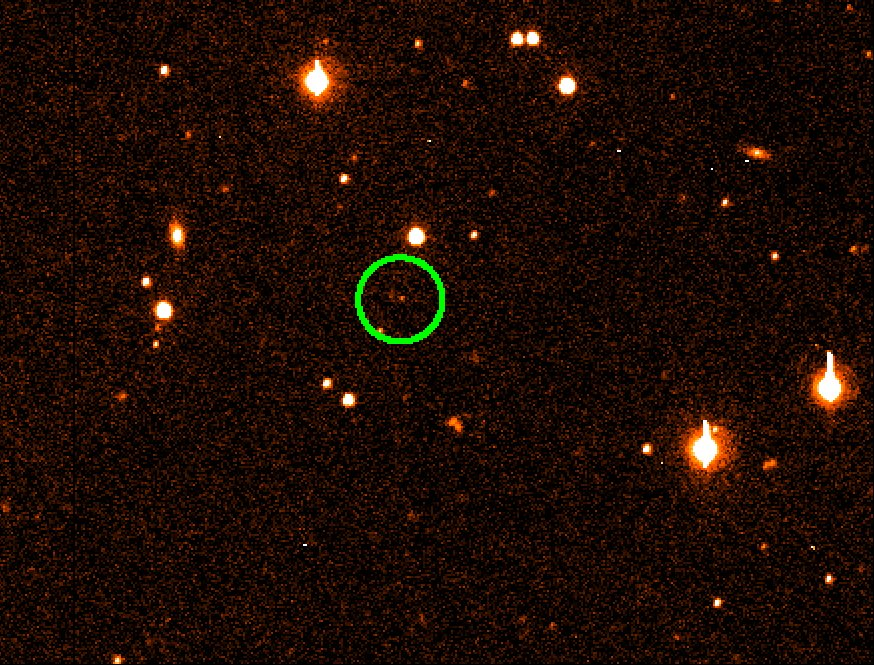
Sedna, el epónimo y primer sednoide conocido.

Un sednoide es un objeto transneptuniano con un perihelio más grande de las 50 UA y un semieje mayor más grande de las 150 UA. Solo cuatro objetos conocidos pertenecen a esta categoría (el sednoide ammonite recién descubierto es el cuarto), (90377) Sedna, 2012 VP113 y 2015 TG387, todos con perihelios superiores a 75 UA, pero se sospecha que hay más. Estos objetos se encuentran fuera de una brecha aparentemente casi vacía del sistema solar a partir de alrededor de 50 UA, y no tienen ninguna interacción significativa con los gigantes gaseosos. Se incluyen dentro los objetos separados. Algunos astrónomos, como Scott Sheppard, consideran que los sednoides son objetos de la nube de Oort interior (OCOs), aunque la nube de Oort interior, o nube de Hills, originalmente fue propuesta por los astrónomos más allá de las 2000 UA, varias veces el afelio de los dos sednoides conocidos.
Las órbitas de los sednoides no se pueden explicar por  perturbaciones de los gigantes gaseosos, ni por la interacción con las mareas galácticas. Si se formaron en sus ubicaciones actuales, sus órbitas originalmente debieron ser circulares; de lo contrario la acreción (la fusión de cuerpos más pequeños a los más grandes) no habría sido posible debido a que las grandes velocidades relativas entre planetesimales habrían sido demasiado destructivas. 
Sus actuales órbitas elípticas pueden explicarse por varias hipótesis:
1. Estos objetos podrían haber tenido sus órbitas y distancias de perihelios "elevadas" por el paso de una estrella cercana cuando el Sol estaba todavía incrustado en su  cúmulo estelar de nacimiento.[7]
2. Sus órbitas podrían haber sido perturbadas por un cuerpo de tamaño planetario desconocido más allá del cinturón de Kuiper.[8][9]
3. Podrían haber sido capturados de estrellas cercanas de paso, muy probablemente en la nube de nacimiento del Sol.

| Nombre     | Diámetro (km) | Perihelio (ua) | Afelio (ua) | Descubridor                                  | Año  | Imagen |
| ---------- | ------------- | -------------- | ----------- | -------------------------------------------- | ---- | ------ |
| Sedna      | 995±80        | 76,0917        | ≈ 936       | Michael E. Brown, C. Trujillo, D. Rabinowitz | 2003 |        |
| 2012 VP113 | ~500          | 80,5 ± 0,6     | 446 ± 13    | Scott Sheppard, Chad Trujillo                | 2012 |        |
| 2015 TG387 | ~300          | 64,94          | 2.123       | Scott Sheppard, Chad Trujillo                | 2015 |        |

Los tres senoides, al igual que todos los objetos separados extremos (objetos con un semieje mayor > 150 UA y perihelio > 30UA), tienen una orientación similar (argumento del perihelio) de 0° (338°±38°). Esto no se debe a un sesgo observacional y es inesperado, ya que la interacción con los planetas gigantes debería haber aleatorizado sus argumentos de perihelio (ω). Esto sugiere que puede existir en el sistema solar exterior uno o más perturbadores masivos no descubiertos. Una supertierra a 250 UA causaría que estos objetos se librasen alrededor de ω = 0°±60° durante miles de millones de años. Hay varias configuraciones posibles y una supertierra de bajo albedo a esa distancia tendría una magnitud aparente por debajo de los límites actuales de detección del estudio de todo el cielo. Perturbaciones más grandes y distantes también serían demasiado débiles para ser detectadas.
Doce objetos conocidos tienen un semieje mayor > 150 UA, un perihelio más allá de Neptuno, y un argumento del perihelio de 340°±55°.